# الدوري الألماني لكرة القدم للسيدات 1996–97
الدوري الألماني لكرة القدم للسيدات 1996–97 (بالألمانية: Fußball-Bundesliga 1996/97)‏ هو موسم من الدوري الألماني لكرة القدم للسيدات. أشرف على تنظيمه اتحاد ألمانيا لكرة القدم، وكان عدد الأندية المشاركة فيه 20، وفاز فيه FFC Brauweiler Pulheim ‏.